# Aeropuerto Internacional de Xi'an-Xianyang
El Aeropuerto Internacional de Xi'an Xianyang (en chino simplificado, 西安咸阳国际机场) (IATA: XIY, OACI: ZLXY) es el principal aeropuerto de la ciudad de Xi'an, capital de la Provincia de Shaanxi, China. Cubre una superficie de 5 km² y es el aeropuerto más grande en el noroeste de China. El aeropuerto fue el centro de operaciones (hub) de China Northwest Airlines hasta que se fusionó con China Eastern Airlines en 2002. Al Aeropuerto de Xi'an es también el hub de Joy Air y una ciudad de gran importancia para Hainan Airlines.
En 2011, el aeropuerto tuvo un tráfico de 21 163 130 de pasajeros, que le hacen el aeropuerto con más tráfico de China del noroeste y el octavo con más tráfico de todo el país. Es también el 14º con más movimiento de carga y el noveno con más operaciones.

## Localización
El aeropuerto está situado en la ciudad de Xianyang, que le da su nombre al aeropuerto. Está a 41 km al noroeste del centro de Xi'an, y a 13 km al noreste del centro de Xianyang.

## Historia
Antes de que se construyera el Aeropuerto de Xianyang, Xi'an era servida por el Aeropuerto de Xi'an Xiguan. En 1984, el Consejo de Estado de China y la Comisión Militar Central propusieron construir un gran aeropuerto civil en el aeródromo de Xianyang. La construcción de la fase 1 del aeropuerto comenzó en agosto de 1987, y abrió el 1 de septiembre de 1991. El Aeropuerto de Xi'an Xiguan cerró al mismo tiempo. La Fase 2 comenzó en agosto de 2000, y se completó el 16 de septiembre de 2003. Otra fase, de 7 592 millones de yuanes, está programada que se complete en 2020.

## Terminal 3 y segunda pista
La Terminal 3 y la segunda pista de aterrizaje abrieron el 3 de mayo de 2012, aumentando la capacidad del aeropuerto a más de 33 millones de pasajeros al año. Solo la nueva terminal puede sostener a 22 millones de pasajeros cada año, el doble que las otras dos terminales juntas. Las aerolíneas que se trasladaron a la nueva terminal fueron China Eastern Airlines, China Southern Airlines, y Shanghai Airlines. La segunda pista tiene una longitud de 3800 metros y es lo suficientemente grande para que aterrice y despeque el Airbus 380.

## Aerolíneas y destinos

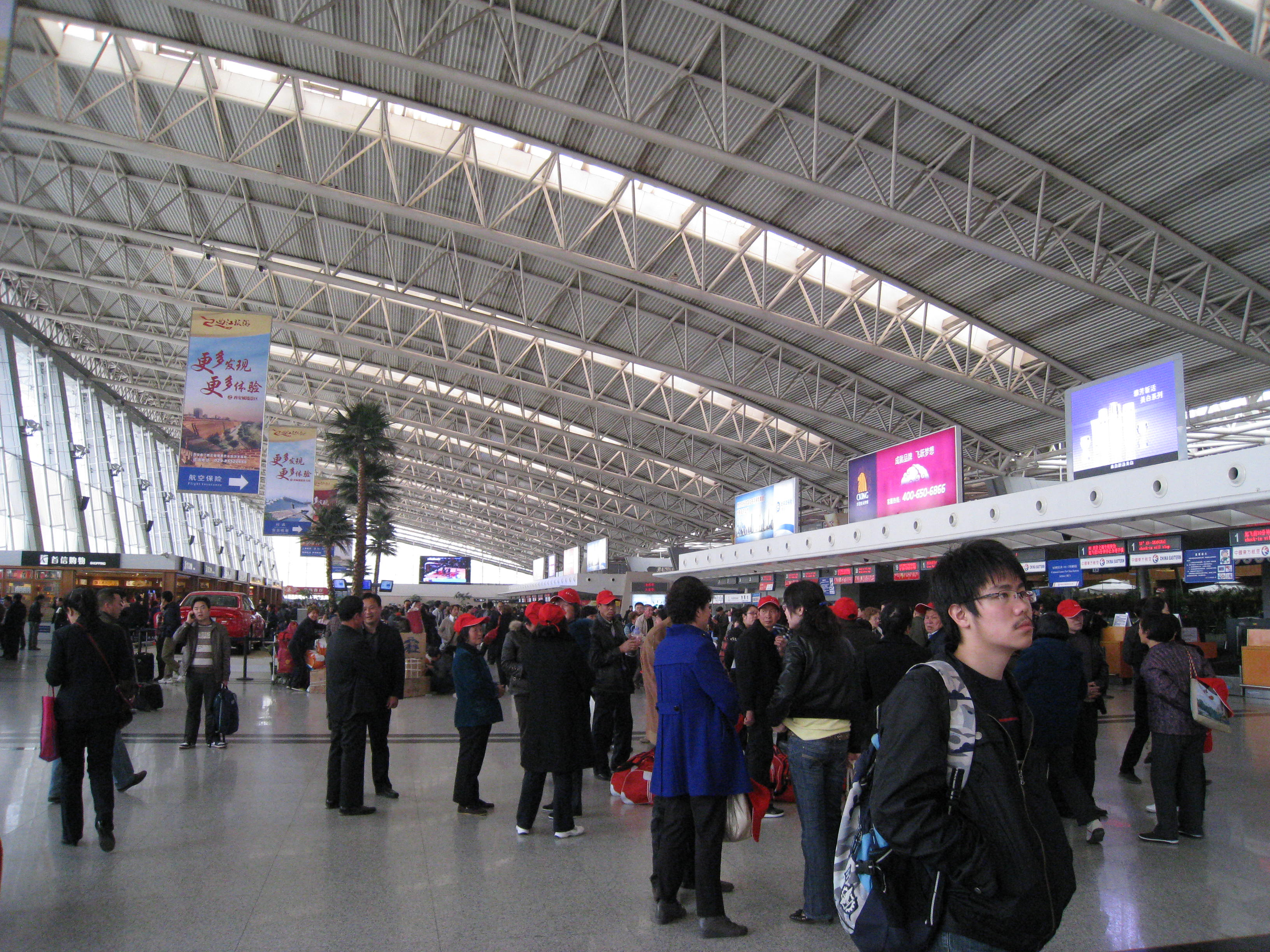
Sala de espera de los vuelos nacionales del Aeropuerto Internacional de Xi'an Xianyang

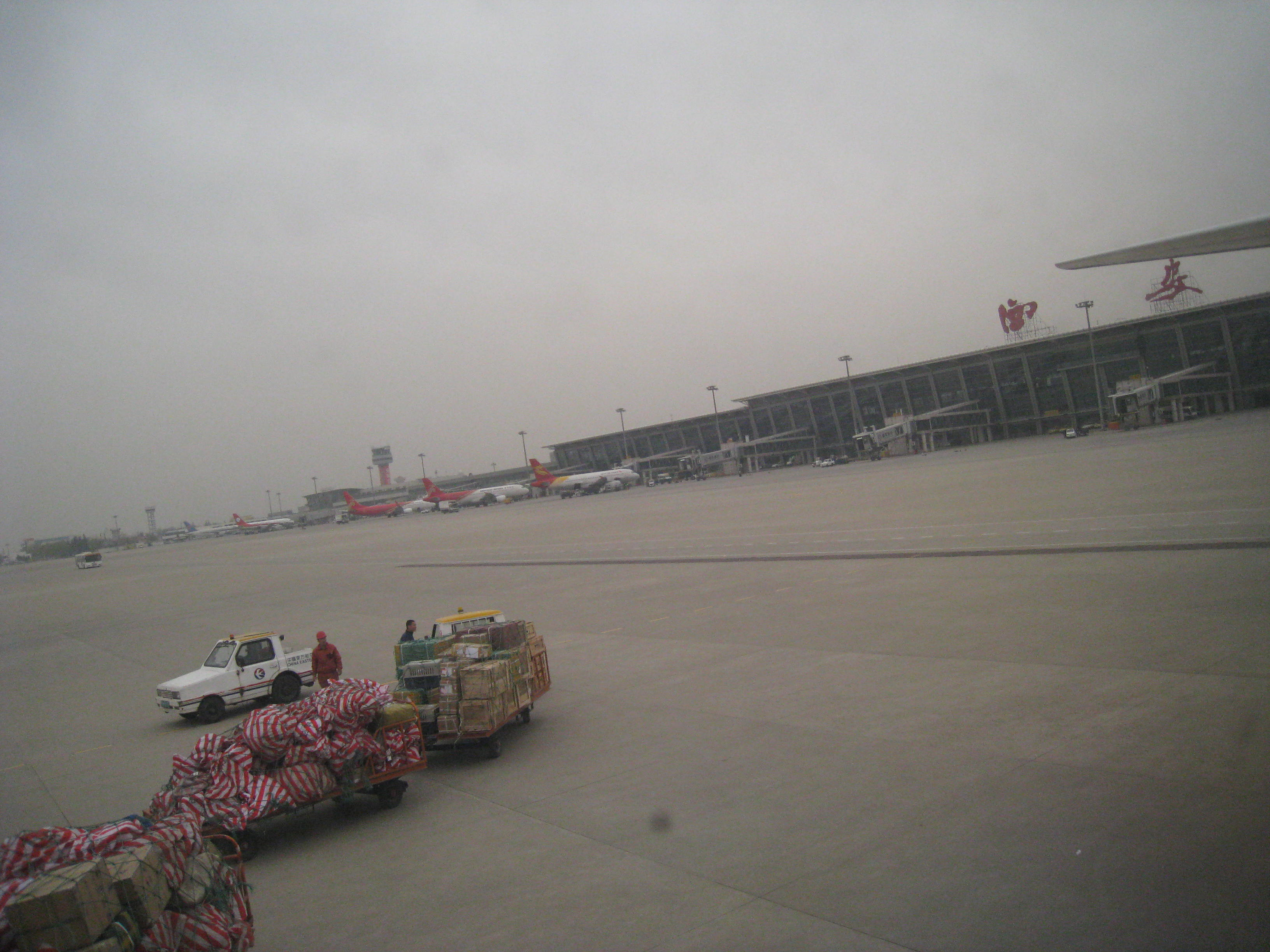
El Aeropuerto Internacional de Xi'an Xianyang

| Aerolíneas                            | Destinos | Terminal |
| ------------------------------------- | --- | -------- |
| Air Busan                             | Busán | 2        |
| Air China                             | Pekín-Capital, Chengdú, Chongqing, Hangzhou, Harbin, Shanghái-Pudong, Tianjin, Urumqi | 2        |
| Air China operada por Dalian Airlines | Dalian | 2        |
| Asiana Airlines                       | Seúl-Incheon | 2        |
| Beijing Capital Airlines              | Changchun, Guilin, Guiyang, Haikou, Hangzhou, Hefei, Huangshan, Jinan, Lijiang, Nankín, Sanya, Shijiazhuang, Xiamen, Zhangjiajie | 2        |
| Chengdu Airlines                      | Chengdú, Qingdao | 2        |
| China Airlines                        | Taipéi-Taoyuan | 2        |
| China Eastern Airlines                | Pekín-Capital, Cantón, Changchun, Changsha, Changzhou, Chengdú, Chifeng, Chongqing, Dalian, Dunhuang, Fuzhou, Golmud, Guilin, Hangzhou, Harbin, Hefei, Hohhot, Huai'an, Jiayuguan, Jinan, Jinggangshan, Jiuzhaigou, Kashgar, Kunming, Lanzhou, Lhasa, Lianyungang, Lijiang, Nanchang, Nankín, Nanning, Ningbo, Ordos, Qingdao, Shanghái-Hongqiao, Shanghái-Pudong, Shenyang, Shenzhen, Taiyuan, Tongliao, Urumqi, Wenzhou, Wuhan, Wuxi, Xiamen, Xilinhot, Xining, Xishuangbanna, Yan'an, Yinchuan, Yulin, Yushu, Zhangjiajie | 3        |
| China Eastern Airlines                | Hong Kong, Nagoya-Centrair, Phuket, Singapur, Taipéi-Taoyuan, Tokio-Narita, Madrid | 3        |
| China Southern Airlines               | Pekín-Capital, Changchun, Changsha, Chengdú, Dalian, Daqing, Dunhuang, Cantón, Guilin, Guiyang, Hangzhou, Harbin, Hefei, Jieyang, Jinan, Kunming, Nanning, Qingdao, Sanya, Shanghai-Pudong, Shenyang, Shenzhen, Taiyuan, Urumqi, Wuhan, Xining, Yinchuan, Yulin, Zhuhai | 3        |
| China United Airlines                 | Guiyang, Shijiazhuang | 3        |
| Dragonair                             | Hong Kong | 2        |
| Finnair                               | Estacional: Helsinki | 2        |
| Hainan Airlines                       | Pekín-Capital, Changsha, Chengdú, Chongqing, Fuzhou, Cantón, Guilin, Haikou, Hangzhou, Harbin, Kunming, Lanzhou, Nanchang, Nankín, Qingdao, Shanghái-Pudong, Shenyang, Shenzhen, Taiyuan, Urumqi, Wenzhou, Wuhai, Wuhan, Xiamen, Xining, Yinchuan, Taipéi-Taoyuan | 2        |
| Hebei Airlines                        | Ganzhou, Mianyang, Shijiazhuang | 2        |
| Joy Air                               | Guyuan, Hefei, Tianshui, Wuhan, Xiangyang, Yinchuan, Zhengzhou | 2        |
| Juneyao Airlines                      | Shanghái-Hongqiao, Shanghái-Pudong, Yinchuan | 2        |
| Korean Air                            | Seúl-Incheon | 2        |
| Kunming Airlines                      | Kunming | 2        |
| Lucky Air                             | Baotou, Kunming | 2        |
| Okay Airways                          | Nanning, Tianjin, Urumqi | 2        |
| Shandong Airlines                     | Guiyang, Jinan, Nanchang, Qingdao, Xiamen, Xining, Yantai | 2        |
| Shanghai Airlines                     | Jiayuguan, Ordos, Shanghái-Hongqiao, Shanghái-Pudong | 3        |
| Shenzhen Airlines                     | Changchun, Changsha, Fuzhou, Cantón, Hangzhou, Harbin, Jinan, Lanzhou, Nankín, Nanning, Sanya, Shenyang, Shenzhen, Urumqi, Xiamen, Xining, Yangzhou, Yantai, Yinchuan | 2        |
| Sichuan Airlines                      | Beihai, Pekín-Capital, Chengdú, Chongqing, Hangzhou, Harbin, Jinan, Jiuzhaigou [reaunuda el 10 de mayo de 2013], Kunming, Lhasa, Linyi, Sanya, Urumqi, Xining, Yibin, Yining, Yulin, Zhongwei | 3        |
| Spring Airlines                       | Shanghái-Hongqiao, Shenyang | 2        |
| Thai AirAsia                          | Bangkok-Don Mueang | 2        |
| Tianjin Airlines                      | Baotou, Bayannur, Changchun, Changsha, Chongqing, Datong [comienza el 9 de mayo de 2013], Dunhuang, Fuyang, Fuzhou, Guiyang, Haikou, Hami, Hangzhou, Hefei, Hohhot, Jiayuguan, Jieyang, Jinchang, Kunming, Lanzhou, Nanning, Ordos, Qingyang, Shenyang, Tianjin, Tianshui, Turpan, Urumqi, Wenzhou, Wuhai, Yantai, Yichang, Yulin, Zhangye | 2        |
| Uni Air                               | Taipéi-Taoyuan | 2        |
| United Airlines                       | Estacional:San Francisco | 2        |
| West Air (China)                      | Chongqing | 2        |
| Xiamen Airlines                       | Changsha, Chongqing, Fuzhou, Hangzhou, Nanchang, Tianjin, Urumqi, Wanzhou, Wuhan, Xiamen, Xining, Yinchuan | 1        |

## Estadísticas
Ver fuente y consulta Wikidata.

## Accidentes
- El 6 de junio de 1994, el Vuelo 2303 de China Northwest Airlines broke up en el aire y se estrelló cerca de Xi'an, en ruta a Guangzhou desde Xian. Un error de mantenimiento fue responsable del accidente. Todas las 160 personas a bordo murieron.